# Челидзе, Вахтанг Владимирович
Вахтанг Владимирович Челидзе (груз. ვახტანგ ვლადიმერის ძე ჭელიძე, 1 января 1945, Тбилиси, Грузинская ССР, СССР — 22 марта 1995, Тбилиси, Грузия) — советский футболист, защитник. Мастер спорта СССР (1964).

## Карьера
С самого начала карьеры и до её конца играл за «Динамо» (Тбилиси). В еврокубках сыграл 8 игр и забил 1 мяч. За олимпийскую сборную СССР сыграл 1 игру.

## Достижения
- Обладатель Кубка СССР (1) — 1976
- Бронзовый призёр чемпионата СССР — 1967, 1971, 1972, 1976 (весна), 1976 (осень).